# オプリーチニナ

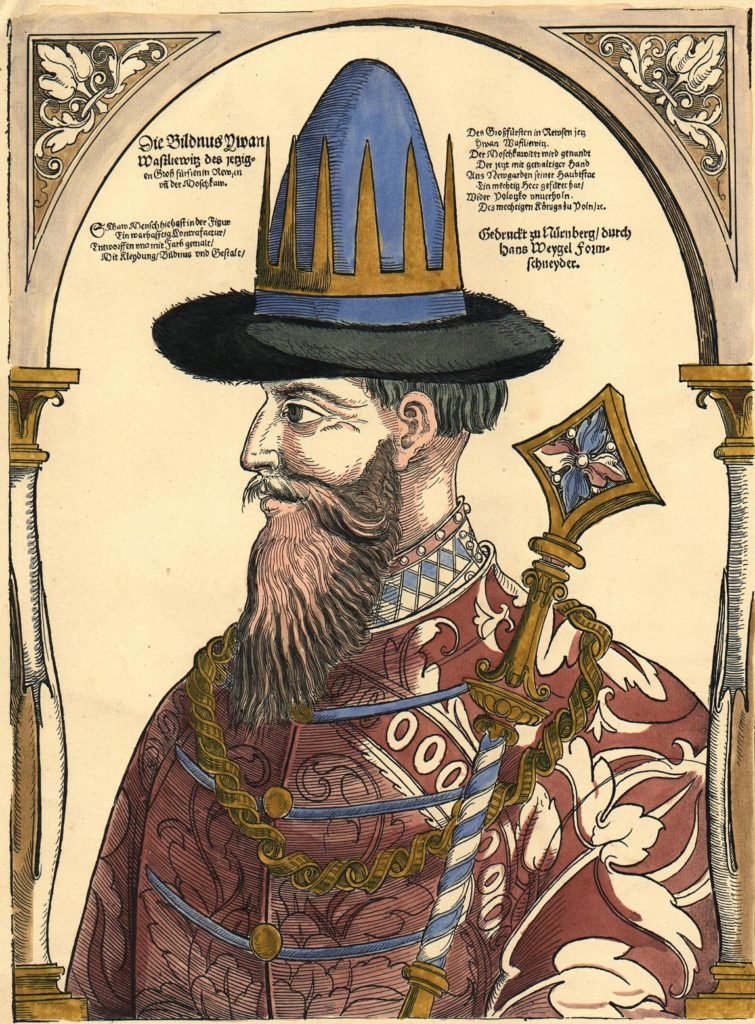
イヴァン4世

オプリーチニナ、オプリチニナ（ロシア語: опричнина アプリーチュニナ　ローマ字表記：Oprichnina）は、・ロシア・ツァーリ国の皇帝（ツァーリ）イヴァン4世が創設した制度。
1565年、イヴァン4世は国土をツァーリの私的な領地（オプリーチニナ）と公的な国土（ゼムシチナ、オプリーチニナ以外の貴族領）の二つに分割し、私的な領地オプリーチニナにおいて独裁権力を行使して従来の有力者である貴族らを弾圧した。
オプリーチニナとは「別個に設けられた財産」のことであり、イヴァン4世に忠実なエリート階級の親衛隊（オプリーチニキ）によって管理された。この財産にふくまれた地域の諸公・貴族らは処刑されたり、ゼムシチナに移住させられたりした。

## 発端

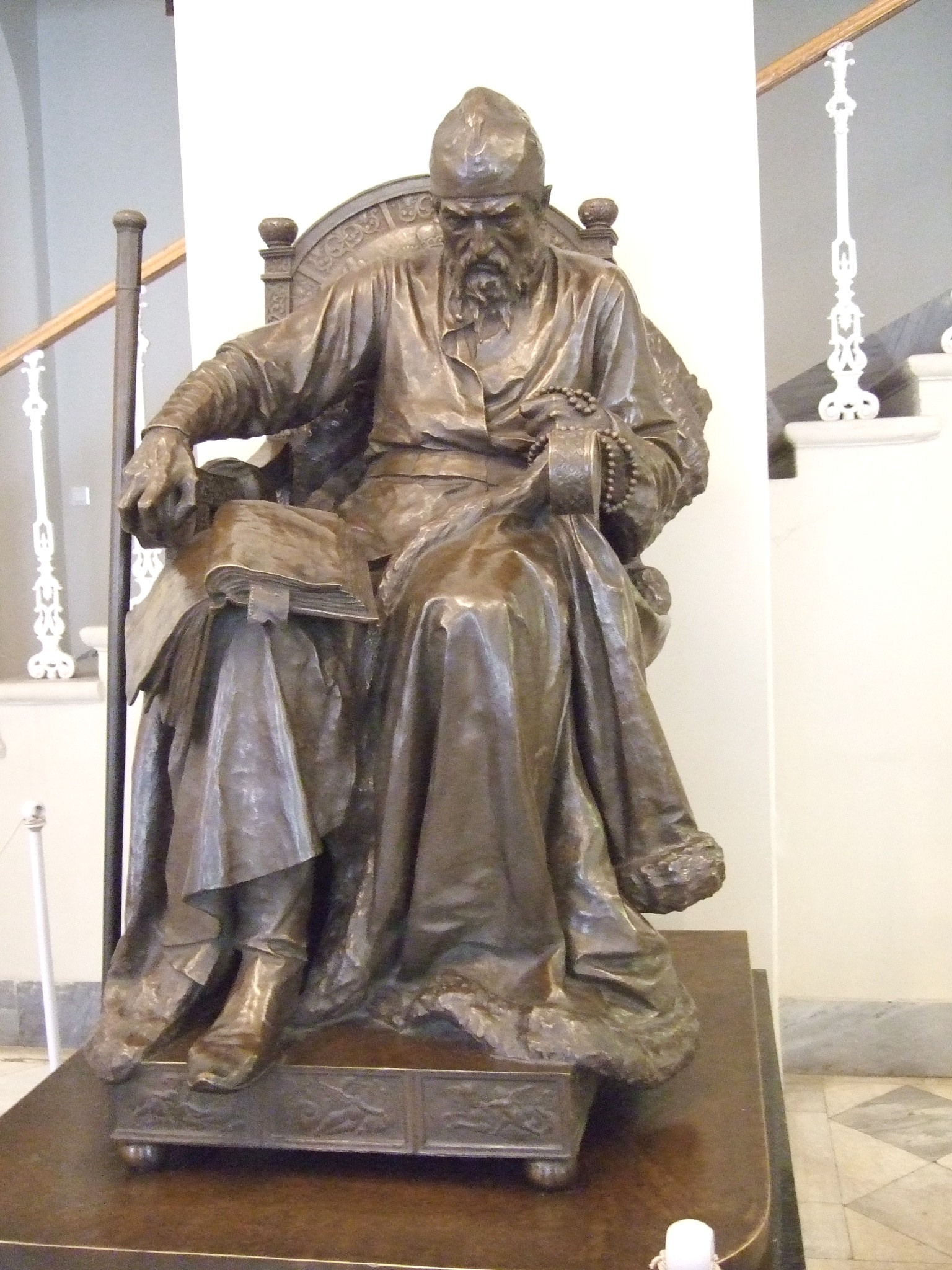
イヴァン4世

1564年末から1565年2月にかけて、イヴァン4世は誰にも告げず、自分の全家族を連れてモスクワのクレムリンを退去しアレクサンドロフへ移るという行動に出た。
退去から1か月後にモスクワに送られた書簡から、ツァーリと大貴族の議会との対立が事件の背景としてあったと推測される。高僧・貴族・官署役人からなる代表団がイヴァンのもとに送られ、イヴァンは全国的請願を受理し帝位に復帰することに同意するが、その時ツァーリの出した条件として、裏切り者と不従順な者を処罰する「別個の宮廷」としてオプリーチニナの制定を提案した。
今日伝わらないオプリーチニナに関する勅令は貴族と高僧からなるモスクワ国家会議で読み上げられ、次の日にイヴァンは委任された全権能を利用して、裏切り者とされた貴族名門中の6名が斬首され、他の1名が投獄、串刺しの刑に処せられた。その日を皮切りにオプリーチニキは活発に反逆行為を摘発し、貴族層以外もふくめて、オプリーチニナによる犠牲者は400人以上とイヴァン時代の亡命貴族アンドレイ・クルプスキー公は算定し、ある外国人の観察者は1万人以上とさえ見積もっている。ツァーリ・イヴァンによって修道院に送られた過去帳のあるものでは、処刑者は4000人に及んでいる。
だが、その過去帳には貴族の反逆にはまったく関わりない廷臣・書記補・猟犬係・修道士の名が挙げられ、イヴァンのお気に入りであったオプリーチニキ隊員ヴャゼムスキー公さえ滅ぼされた。1571年1月にマリュータ・スクラートフがノヴゴロドで数千人を虐殺すると、活動は下火となり、1572年にオプリーチニナは解散させられた。

## 運用

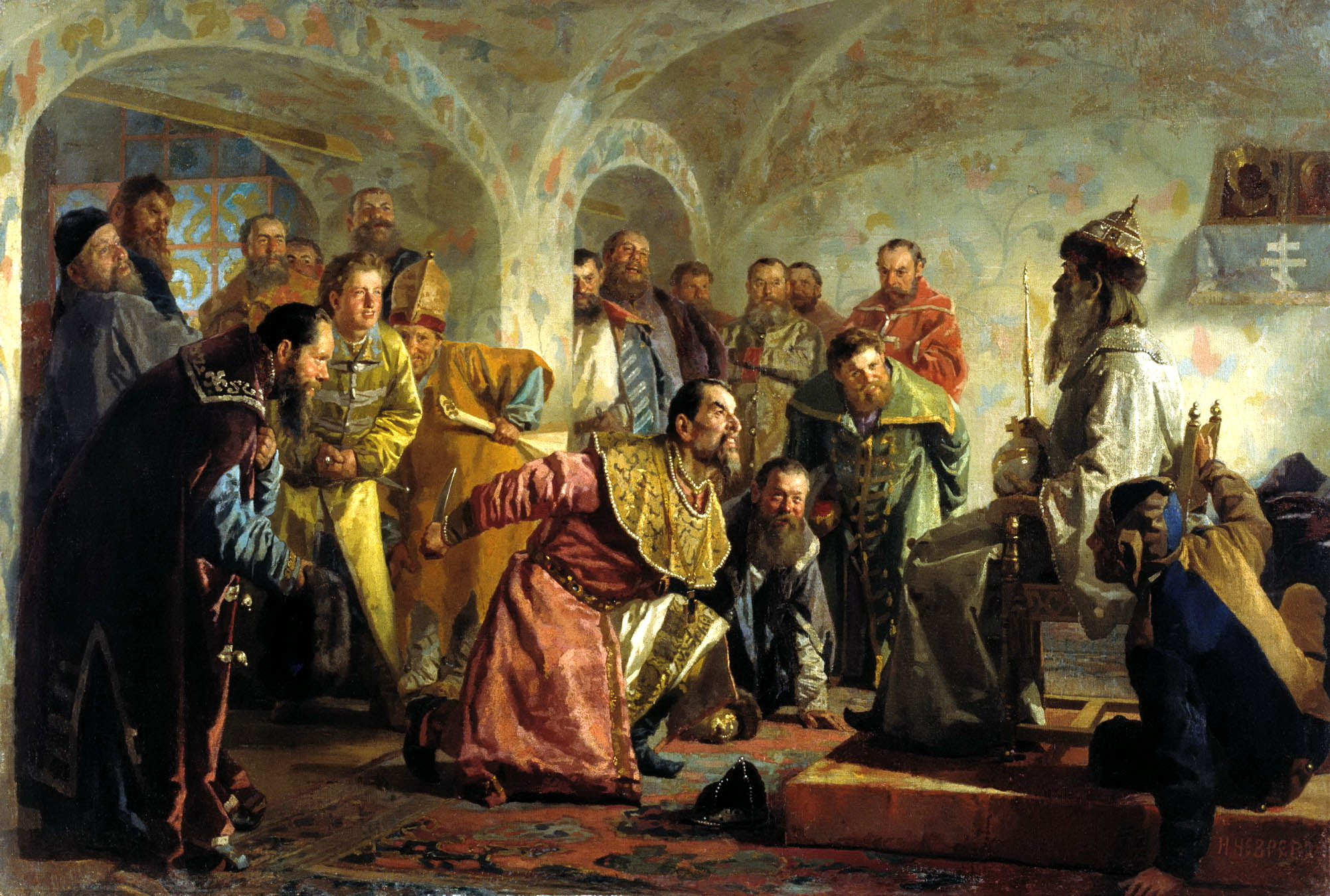
ニコライ・ネヴレフ　『オプリーチニキ』

イヴァンは士族層の仕官者から1000名を選抜してオプリーチニキとし、首都のベルゴロド城外の商工地区に居住地を割り当て、その生活支出のためにいくつかの都市・村落や郷をオプリーチニキの財産とした。全国をオプリーチニナとゼムシチナの部分に分け、前者の長はツァーリ自身であり、後者の長として従来の貴族会議が残された。ツァーリはゼムシチナ貴族会議の指導権を手放さず、首都からの退去などでかかる費用（古代年代記によると10万ルーブリ）をゼムシチナから取り立てた。
ツァーリはオプリーチニキ隊員の第一人者と位置づけられ、モスクワ近郊の地区に別邸を建てて宮廷とし、行政庁をアレクサンドロフ集落（ヴラジーミル州アレクサンドロフ市）に設けた。最終的には6000人規模に増加した部隊の隊長として、マリュータ・スクラートフが任命され逮捕・拷問・処刑を司った。
国家の中にもう一つの国家を作るようなこの企ての直接の目的は、国家（ツァーリ）への裏切りに対する最高警察を創設するにあったが、うまくいけば大貴族の無秩序な統治から仕官士族層の協力を得た独裁へと体制を代えようとする試みであった、ともいえる。
しかし、結果としてオプリーチニキはイヴァンの支持なしには存在し得ず、ツァーリの権力を拡大することはできなかった。それは単なる死刑執行機関と化し、恐怖政治をもたらしただけだった。ロシア全土に不信を育んだこの政治的遊びは、イヴァン死後の大動乱（スムータ）を準備したといえる。
また、ロシア帝国の秘密警察オフラーナや、スターリン時代のソビエト連邦における「大粛清」、内務人民委員部、ゲーペーウーを主とした体制を予見させるものとして興味深い。

## 参考
- クリュチェフスキー『ロシア史講話』第29講